# 第4屆「勁歌王」全球華人樂壇音樂盛典獲獎名單
第4屆「勁歌王」全球華人樂壇音樂盛典於2007年5月20日在廣州舉行。
以下為得獎名單：

## 歌手獎項

### 勁歌王上王
- 黎明

### 勁歌王
- 古巨基

### 勁歌后
- 容祖兒

### 最佳男歌手/女歌手/組合
| 最佳男歌手/女歌手/組合得獎名單 | 最佳男歌手/女歌手/組合得獎名單 | 最佳男歌手/女歌手/組合得獎名單 | 最佳男歌手/女歌手/組合得獎名單 |
| 地區                           | 最佳男歌手                     | 最佳女歌手                     | 最佳組合                       |
| ------------------------------ | ------------------------------ | ------------------------------ | ------------------------------ |
| 香港區                         | 謝霆鋒                         | 楊千嬅                         | Twins                          |
| 台灣區                         | 羅志祥                         | 蔡依林                         | S.H.E                          |
| 內地區                         | 張敬軒                         | 李宇春                         | 水木年華                       |

## 歌曲獎項

### 勁歌王至尊金曲獎（粵）
- 《愛得太遲》——古巨基

### 勁歌王至尊金曲獎（國）
- 《SCANDAL》——吳建豪

### 勁歌王影視金曲獎
- 《有一種愛》——李彩樺

### 勁歌K歌金曲
- 《愛才》——衛蘭
- 《情歌》——側田

### 最受歡迎廣告歌
- 《光明會》——何韻詩

### 最受歡迎合唱歌
- 《四人遊》——方大同&薛凱琪
- 《十分愛》——方力申&鄧麗欣
- 《電光火石》——鄧穎芝&彭懷安

### 最佳原創歌曲
- 《彩色世界》—— 黃貫中

### 網絡人氣歌曲
- 《愛到不能》—— 盧巧音

### 粵語金曲獎
- 黎明《愛是傻得起》
- 古巨基《愛得太遲》
- 何韻詩《光明會》
- 楊千嬅《化》
- 容祖兒《心花怒放》
- 側田《情歌》
- 衛蘭《離家出走》
- 薛凱琪《小峽谷之1234》
- 鄭融《紅綠燈》
- 吳雨霏《愛你變成恨你》

### 國語金曲獎
- 蔡依林《舞孃》
- 羅志祥《精舞門》
- 楊丞琳《慶祝》
- 光良《約定》
- 庾澄慶《戒不掉》
- 李宇春《下雨》
- Twins《八十塊環遊世界》
- 水木年華
- 許慧欣《陪你等到天亮》
- 泳兒《感應》

## 專輯獎項

### 最暢銷唱片大獎
- 《Close Up》── 容祖兒（香港）
- 《約定》── 光良（台灣）
- 《皇后與夢想》── 李宇春（內地）

### 最佳專輯大獎
- 《毋忘我》── 謝霆鋒

### 最佳概念專輯獎
- 《4 In Love》── 黎明

## 個人獎項

### 傳媒大獎
- 謝霆鋒（男）
- 楊千嬅（女）
- Twins（組合）

### 最佳舞台演繹獎
- 何韻詩
- 許慧欣

### 舞台至尊大獎
- 蔡依林

### 勁歌王舞台天王
- 吳建豪

### 最愛魅力歌手大獎
- 吳建豪

### 勁歌王最佳發燒音樂大碟獎
- 夏韶聲《諳3》

### 勁歌王最佳樂隊獎
- 芳華十八

### 最佳搖滾大獎
- 黃貫中

### 最受歡迎演唱會
- 黎明《4 IN LOVE》

### 勁歌王全能藝人獎
- 楊丞琳
- 薛凱琪

### 殿堂歌手大獎
- 庾澄慶

### 傑出貢獻獎
- 庾澄慶

## 傑出青年歌手獎

### 台灣傑出青年歌手獎
- 羅志祥

### 香港傑出青年歌手獎
- 衛蘭

### 內地傑出青年歌手獎
- 王蓉

## 網絡人氣獎項

### 網絡人氣男歌手
- 關智斌
- 張繼聰
- 應昌佑

### 網絡人氣女歌手
- 鄧穎芝
- 戴夢夢
- 廖雋嘉
- 衛詩

### 網路人氣組合
- Energy
- Sun Boy'z
- SOLER
- ZARAHN

## 飛躍獎項

### 飛躍歌手
- 鄭融

### 飛躍組合
- EO2

## 創作人獎項

### 勁歌作曲王
- 黃義達

### 勁歌作詞王
- 黃偉文

### 勁歌監製王
- 雷頌德

### 勁歌唱作人王
- 黃義達
- 葉世榮
- 方大同

### 勁歌王最佳作曲
- 側田

### 勁歌創作王
- 光良

## 新人獎項

### 最佳新人獎（台灣）
- 蔡旻佑

### 最佳新人獎（香港）
- 泳兒
- 衛詩

### 最佳新人獎（內地）
- 黃雅莉
- 倪睿思

### 最佳新人組合
- Sun Boy'z
- 丁香曉曉
- 飛輪海

### 勁歌王新登場歌手
- 許慧欣
- 王浩信
- 江若琳

### 勁歌王新登場組合
- 新香蕉俱樂部